# Первомайский (Кантемировский район)
Первомайский — посёлок в Кантемировском районе Воронежской области России.
Входит в состав Зайцевского сельского поселения.

## География

### Улицы
- ул. Лесная.